# Castor de Andrade
Castor Gonçalves de Andrade e Silva (Rio de Janeiro, 12 de fevereiro de 1926 – Rio de Janeiro, 11 de abril de 1997) foi um bicheiro, criminoso e cartola brasileiro.
Ainda em vida Castor de Andrade foi conhecido como o maior bicheiro brasileiro. Autoproclamava-se um "bicheiro romântico", já que não permitiria que outros negócios ilícitos, como o tráfico de drogas, fossem explorados junto com o jogo do bicho. No entanto em 1994 descobriu-se 17 livros-caixa de Castor de Andrade mostrando sua ligação com o tráfico de drogas, assassinatos, contrabando de armas e lavagem de dinheiro. O bicho era só fachada para negócios ilícitos desses grupos criminosos. “O bicho não tem a menor importância. Por trás da inocente aparência da contravenção passa uma montanha de dinheiro. O bicho é a forma verde-e-amarela de se lavar dinheiro sujo", descreveu Denise Frossard em 2003.
No auge de seus negócios Castor de Andrade contou com mais de 100 policiais e vários servidores públicos, políticos proeminentes e juízes trabalhando para ele. Em meados dos anos de 1980 foi listado como segundo homem mais rico do Brasil. Castor tinha o costume de andar escoltado até por 23 seguranças. Formalmente 53 mortes foram atribuídas ao grupo de Castor em 1994.
Como cartola Castor esteve muito envolvido no Carnaval brasileiro e com o futebol. Foi o maior patrocinador do Bangu Atlético Clube. Na época o time do Bangu ficou conhecido como “o esquadrão da malandragem”. Em 1986 financiou a vitória de Octávio Pinto Guimarães à presidência da CBF.
Foi patrono da escola de samba Mocidade Independente de Padre Miguel. Também ajudou a fundar em 1984 a Liga Independente das Escolas de Samba do Rio de Janeiro, que comanda o Carnaval do Rio de Janeiro desde então.
Em 1993 Castor de Andrade e outros 13 grandes bicheiros cariocas foram presos. Cada um deles foi condenado a seis anos de prisão, mas Castor obteve um habeas corpus e foi solto no mesmo ano. Em março de 1994 uma operação subsequente conseguiu quebrar o reduto de Castor. Documentos revelaram os nomes de muitos policiais, políticos, juízes, servidores públicos e outras pessoas proeminentes que estavam lucrando com suas atividades ilegais. Após sua morte, em abril de 1997, os herdeiros de sua fortuna começaram a brigar entre si pela herança, o que levou ao assassinato de seu filho, Paulo de Andrade, em outubro de 1998.

## Biografia
Castor era filho de Eusébio de Andrade, que foi presidente do Bangu Atlético Clube entre os anos de 1963 a 1969, e Dona Carmem. Seu pai já fizera fortuna explorando o jogo do bicho e Castor teve uma infância despreocupada. Estudou no tradicional Colégio Pedro II, mas era um aluno relapso, que matava aulas para nadar na praia do Flamengo. Isso não o impediu de se formar em Direito pela Faculdade Nacional de Direito da UFRJ.
Castor herdou a banca de bicho de seu pai e a transformou num império. A Folha de S.Paulo descreveu a apreensão de um livro de registro em 1994:
No material apreendido, cerca de 50 livros contábeis relacionam o custo do relaxamento de prisões em flagrante, conserto de carros da Polícia Civil e até a compra de material ortopédico para a filha de um detetive. Os livros também revelam o pagamento
e almoços e jantares a delegados e oficiais da Polícia Militar. Os registros de relaxamento de flagrante são os mais detalhados. Eles indicam o nome do preso, a data da prisão, o motivo da prisão, a delegacia e o policial que recebeu a propina. Todos os dados são manuscritos em folhas numeradas e relativos ao período que vai de 1987 a fevereiro de 1994.
Castor transitou com prestígio e desembaraço pelo poder. No governo militar diversos generais lhe dedicaram atenção especial, a ponto de um secretário de Segurança do Rio de Janeiro, o general Waldir Alves Muniz, ter recebido instrução para "evitar problemas com Castor de Andrade". E o ex-presidente João Figueiredo quebrou o cerimonial certa vez, afastando-se do grupo de autoridades que o cercava e indo pessoalmente cumprimentar o bicheiro.
Em 1994 foi aprendido um livro de registro indicando que a quadrilha financiou a campanha de diversos políticos como Fernando Collor de Mello, Paulo Maluf, Nilo Batista, Marcello Alencar, Alberto Brizola e José Vicente Brizola. A quadrilha também financiou juízes, policiais, dirigentes esportivos como João Havelange e Eurico Miranda.

### Futebol e carnaval
Castor foi presidente de honra e grande financiador do Bangu Atlético Clube.
Desde a década de 1970 a maioria das grandes escolas de samba tinha um "patrono" relacionado ao jogo do bicho. Por conta disso foi também patrono da Mocidade Independente de Padre Miguel, escola de samba à qual ajudou a conquistar os títulos dos carnavais de 1979, 1985, 1990, 1991 e 1996. Mas sua participação no Carnaval não se limitava a esta escola de samba. Durante décadas colocou dinheiro na organização dos desfiles, numa época em que os demais contraventores não ousavam aparecer.
Deve-se ainda a Castor a fundação da Liga Independente das Escolas de Samba do Rio de Janeiro, que surgiu de uma dissidência da Associação das Escolas de Samba da Cidade do Rio de Janeiro. Sob a liderança de Castor e de Capitão Guimarães, dez escolas de samba, financiadas por bicheiros, que eram minoria e sempre derrotadas nas deliberações da Associação, criaram a LIESA, que passou a dominar o Carnaval carioca.

#### Conquistas como cartola doBangu Atlético Clube
Castor herdou a paixão pelo Bangu Atlético Clube de seu pai, Euzébio de Andrade (mais conhecido como Seu Zizinho), que foi presidente do clube entre 1963 e 1969, período em que Castor comandou o Departamento de Futebol Profissional do clube.
Neste período, o Bangu sagrou-se vice-campeão carioca nas edições de 1964, 1965 e 1967, além de campeão de 1966, o ponto alto da administração dos “Andrade e Silva”.
Nos anos 80, com Castor como “padrinho”, os grandes investimentos voltaram ao Bangu. Quando colocava na cabeça que queria um jogador não media esforços para fechar o negócio: “Craques são como cavalos de exposição; cada um tem o seu preço”.
Neste período, o clube alcançou a terceira colocação no campeonato carioca de 1983, e viveu seu melhor ano em 1985, com o segundo lugar no campeonato carioca e no Campeonato Brasileiro.
Seu último grande feito como dirigente foi a conquista da Taça Rio em 1987. No ano seguinte, Castor deixou o futebol com os dedos da Justiça em seu encalço.
Em 1981, ao lado do brasão desenhado por José Vilas Boas em 1904, a camisa da equipe banguense passaria a ostentar o novo mascote do time: um castor, que simbolizava, de maneira bastante óbvia, uma homenagem ao seu grande benemérito.

#### Invasão de campo
Em 26 de novembro de 1966, Bangu e América jogavam no Maracanã. Aos 27′ do segundo tempo, o árbitro Idovan Silva marcou um pênalti duvidoso em favor do América. Na cobrança, o ponteiro esquerdo Eduardo do América estabeleceu 2×2.
Revoltado, Castor invadiu o campo e com um revólver nas mãos partiu em direção ao homem do apito. A confusão foi contida pelo Major Hélio Vieira, chefe da segurança do Maracanã, que retirou Castor da roda formada por um montão de gente.
Porém, Castor permaneceu firme na beira do gramado, armado, assistindo o jogo ao lado do técnico Alfredo Gonzalez.

#### Invasão a um estúdio de TV
Em dezembro de 1967, Castor entrou armado em um estúdio de TV. Tudo começou depois das declarações de João Saldanha sobre um possível suborno junto ao goleiro Manga do Botafogo.
Uma reportagem publicada na revista Placar pelo repórter Marcelo Rezende dá para se ter uma noção do que aconteceu:
O Saldanha pode se considerar meu inimigo, mas eu o tenho como amigo. Naquela decisão de 1967 entre Bangu e Botafogo, o Saldanha me acusou de bicheiro, contraventor e de ter comprado o goleiro Manga. Nem discuti. Peguei meus seguranças e invadimos o estúdio… Eu, com duas “máquinas” na mão… Foi um corre-corre danado. Pois bem, o Saldanha era macho mesmo e me enfrentou! Anos depois foram em cima do Saldanha. Queriam provas contra mim. Ele disse: “Castor é um homem importante no nosso futebol. Nada sei sobre sua vida particular e nada mais falarei”. Isso é o que eu chamo de dignidade!

#### Coação do juiz da partida
Certa vez, Castor fez a seguinte declararação a Revista Placar: “Eu não compro juiz. Ligo pra ele e digo: você não pode errar. Nada de coação. Só um jeitinho especial”.

#### Prisão na Ditadura Militar
Castor de Andrade foi preso no Instituto Penal Cândido Mendes, aos 42 anos, em Ilha Grande, no dia 16 de dezembro de 1968.
O então secretário de Segurança Pública da Guanabara, general Luís de França Oliveira, iniciou uma das maiores investidas contra bicheiros cariocas. Porém esta investida, que fora prometida como implacável, não passaria de encenação de combate de combate ao crime.
Castor de Andrade fora preso junto a outros bicheiros, acusados de enriquecimento ilícito através de jogos ilegais, sendo transferido para Ilha Grande, chegando à Penitenciária Cândido Mendes no dia 27 de dezembro de 1968, onde ficou preso por quatro meses. Na época o secretário de Segurança Pública da Guanabara, general Luís de França Oliveira afirmara que Castor “praticou a corrupção e a deturpação dos costumes — corrupção esta que alcançou vários campos da administração pública, inclusive a própria polícia, formando um cinto de impunidade em torno dos distribuidores da propina”.
Apesar da investida, Castor não teria ficado preocupado, pois por causa da obtenção do diploma de advogado tinha direito a ter uma prisão especial. O caso é que não ficara em cela, fora abrigado em uma casa distante dos muros da penitenciária, enquanto outros detentos ficaram em cela. A “cela” de Castor na Ilha Grande era mobiliada, tinha oito quartos, empregados e quintal, o mesmo relata:
Estava confinado na Ilha, mas me deram uma casa enorme, de oito quartos, que reformei toda. Contratei quatro empregados, além de um mordomo, e promovia apresentações de escolas de samba, tinha salão de jogos, telefone, cinema, ficou tão bacana que passou a ser chamada de ‘Casa de Visitas’. Quando tinha uma visita importante na Ilha, como não havia lugar para hospedá-lo, o diretor levava-o para a minha casa”
Na Ilha recebia tratamento diferenciado: a comida era diferente dos demais presos, recebia inúmeras visitas a qualquer hora que vinham de lancha, passeava com os inspetores da penitenciária, não era obrigado a usar uniforme e não tinha contato com outros presos. Castor tinha a certeza da impunidade, e fez de sua passagem em Ilha Grande de férias, se ocupando em jogos e outras atividades, recebendo ocasionalmente a visita da esposa, Vilma, e dos dois filhos, Paulo e Carmén Lúcia. Chegaria até a compor a música “A Ilha” junto a Carlos Imperial, preso pela acusação de atentado ao pudor e desrespeito às autoridades. Enquanto Castor aproveitava sua estadia em Ilha Grande, seu advogado, Wilson Lopes dos Santos, corria atrás do processo de pedido de habeas corpus na Justiça, que alcançara no dia 10 de abril de 1969 pela 2ª Câmara Criminal.
Castor deixou a Ilha Grande em 16 de abril de 1969, levado de helicóptero ao aeroporto de Manguinhos, onde foi preso novamente por agentes do Cenimar que investigavam Castor e seus investimentos em Porto Seguro em meados de 1968. Castor relata:
 “Tô preso na Ilha Grande, quando ganhei um habeas corpus por unanimidade, e fiquei esperando ser posto em liberdade, mas vi um helicóptero chegando ali pra me levar, e já fiquei meio desconfiado: ‘Vim preso de lancha, vão me botar em liberdade de helicóptero?’ Simularam a minha liberdade, filmando tudo através da televisão, com todo o mise-en-scène, mas na realidade eu tava sendo transferido pra outra prisão, na Ilha das Flores. Lá eu fiquei preso incomunicável, por ordem expressa da Marinha.” 
A nova prisão era totalmente fora dos padrões da anterior, conheceu o isolamento total na Ilha das Flores, na Baía de Guanabara, até novo pedido de habeas corpus pelos seus advogados, no Superior Tribunal Militar. Castor de Andrade foi solto no início do mês de Maio de 1969, ficando detido por menos de um mês em Ilha das Flores, desta forma marcando a última vez que fora detido pelo regime militar e a evidente falta de esforços para o combate ao crime e ao poder paralelo que se tinha instalado no país

#### Prisão na Nova República
Aproveitando a atenção da mídia e da opinião pública durante o Carnaval de 1993, Castor fez um discurso de 5 minutos condenando com raiva a perseguição aos bicheiros em pleno Sambódromo. Três meses depois, a juíza Denise Frossard condenou Castor e outros 13 grandes bicheiros (entre eles Capitão Guimarães, Luizinho Drummond, Antonio Petrus Kalil, vulgo Turcão, e Anísio Abraão David) a seis anos de prisão por associação criminosa. Formalmente, 53 mortes foram atribuídas ao grupo. No entanto, no mesmo ano, Castor obteve um habeas corpus e foi solto, e em dezembro de 1996 o resto dos bicheiros estavam todos de volta às ruas, após concessão de liberdade condicional ou clemência.
Em 30 de março de 1994, Castor sofreu um novo acidente. A Promotoria Biscaia lançou uma nova ação contra o jogo do bicho no Rio de Janeiro, estourando o reduto da Castor em Bangu e apreendendo 17 livros em dinheiro, 140 livros-caixa, e 166 HDs. Castor de Andrade subornava policiais por isso uma unidade especial do BOPE (Batalhão de Operações Policiais Especiais), das forças especiais da Polícia Militar do Estado do Rio de Janeiro, foi utilizada durante a operação contra Castor.
As investigações policiais revelaram que grandes nomes estavam lucrando com as atividades ilegais do Jogo do bicho . Entre eles, o ex-presidente Fernando Collor de Mello, o governador do Rio Nilo Batista, o prefeito de São Paulo, Paulo Maluf, o prefeito do Rio Cesar Maia, empresários, juízes, deputados federais, deputados estaduais e 100 policiais. De acordo com o promotor Antônio Carlos Biscaia:
o Ministério Público do Rio de Janeiro investigou seu envolvimento em mais de 130 homicídios e verificou o esquema de corrupção centralizado e liderado por Castor de Andrade [...], que registrou propinas para policiais militares e civis, servidores públicos, incluindo os do Ministério Público e do Judiciário, e até mesmo políticos conhecidos que receberam ajuda financeira para suas campanhas políticas comprometidas".
Havia também suspeitas de que Castor e seu povo tinham uma parceria com o Cartel de Cali colombiano. Os resultados preliminares ligavam os bicheiros do Rio ao transporte de cocaína no Brasil e também para o exterior. Em Porto Seguro, Castor montou uma empresa de pesca que era usada para o tráfico de cocaína. Ele supostamente ajudou o chefão da Máfia Antonio Salamone a se estabelecer no Brasil. Castor lhe deu um trabalho de disfarce na Bangu Textiles, que ele possuía. Salamone tornou-se um brasileiro naturalizado por causa da influência de De Andrade.
Recolhido à carceragem da Polinter, fez ali uma verdadeira revolução. As celas se tornaram suítes de luxo, com ar-condicionado, lavadora de roupa, frigobar, televisão e videocassete. As festas na prisão eram constantes e movidas à champanhe e caviar. Além de comprar mordomias, o contraventor financiou a reforma das instalações e o conserto de carros de polícia. Por problemas cardíacos, obteve da Justiça o direito de cumprir sua pena em prisão domiciliar, em seu luxuoso apartamento na Avenida Atlântica. Mas saía às ruas com frequência, sem ser incomodado.

### Morte
No fim da tarde de 11 de abril de 1997, jogava cartas na casa de um amigo, no Leblon, quando sofreu um ataque cardíaco fulminante, que o matou. Seu velório, na quadra da Mocidade, reuniu amigos como Eurico Miranda, Vera Loyola e os contraventores Aniz Abraão David, Capitão Guimarães, Carlinhos Maracanã e Luizinho Drumond. Também presentes no velório, a cantora Alcione cantou a música "Estrela Luminosa"; Agnaldo Timóteo cantou "Ave Maria"; e Wander Pires cantou o samba preferido de Castor, "A Velhice". Um amigo da família, Frei Leandro, celebrou uma missa pela manhã, enquanto outro padre, primo de Castor, celebrou uma missa na parte da tarde. O corpo de Castor deixou a quadra da escola no fim da tarde sob aplausos e uma queima de fogos. Um cortejo de quarenta minutos seguiu da quadra da Mocidade até o cemitério Jardim da Saudade, em Sulacap, causando engarrafamento no trânsito do bairro. O caixão foi enterrado ao som do samba-enredo daquele ano da Mocidade, enquanto um helicóptero despejou pétalas de flores sob a sepultura.
No carnaval de 1998, público e foliões presentes ao sambódromo fizeram um minuto de silêncio em sua homenagem. Pouco antes de morrer, Castor de Andrade dividiu seu espólio em duas partes: o sobrinho Rogerio de Andrade tomaria conta do jogo do bicho, enquanto o genro Fernando Ignácio ficaria com os caça-níqueis e o videopôquer. A decisão de Castor causou revolta em seu filho , Paulo de  Andrade, que iniciou uma disputa pelo controle dos pontos culminando na morte deste em 1998.

## Homenagens
- No carnaval de 1998, ano seguinte à sua morte, a Mocidade Independente de Padre Miguel homenageou Castor dentro do enredo "Brilha no Céu a Estrela que Me Faz Sonhar".[28]
- No carnaval de 2022, a Unidos de Bangu homenageou o bicheiro com o enredo "Deu Castor na Cabeça".[29]
- Em 1998, a FERJ (Federação de Futebol do Estado do Rio de Janeiro) decidiu nomear o troféu da Taça Guanabara (primeiro turno do Campeonato Estadual do Rio) como Castor de Andrade. A homenagem foi proibida pela Justiça do Rio, que alegou apologia ao crime. Na época, o então vice-presidente da FERJ, Álvaro Bragança, declarou que "Quando o Tiradentes morreu, ele estava preso. Agora, há uma enorme estátua dele na frente da Assembléia Legislativa do Rio. Quem sabe, daqui a quatro anos, a homenagem ao Castor não será aplaudida por todos?".[30]

## Documentário
O documentário "Doutor Castor" foi ao ar em 2021 no Globoplay.

### Castor na mídia
- «O Globo online»
- «Isto É»
- «Época»

### Castor e o Bangu
- «O chefão do Bangu»
- «O melhor amigo»
- «Comparando Castor e Kia Joorabchian»

### Outras ligações
- «A volta dos bicheiros (Antonio Carlos Biscaia)»
- «A fundação da LIESA»